# Otomys laminatus
Otomys laminatus és una espècie de mamífer rosegador de la família dels múrids. És endèmic de Sud-àfrica, on viu a altituds d'entre 0 i 2.000 msnm. Els seus hàbitats naturals són les zones humides, incloent-hi els aiguamolls i els herbassars i matollars humits. És una espècie en risc mínim, és a dir, no sembla que hi hagi cap amenaça significativa per a la seva supervivència.